# Sébastien (patronyme)
Pour les articles homonymes, voir Sébastien.
Cette page présente le nom de famille Sébastien ainsi que ses variantes.
Sébastien est un patronyme français.

## Étymologie
Le patronyme "Sébastien", vient du prénom Sébastien.

## Variantes
Il existe de nombreuses variantes de ce patronyme, notamment :
- Sebastian
- Sebastiani